# エフエム甲府

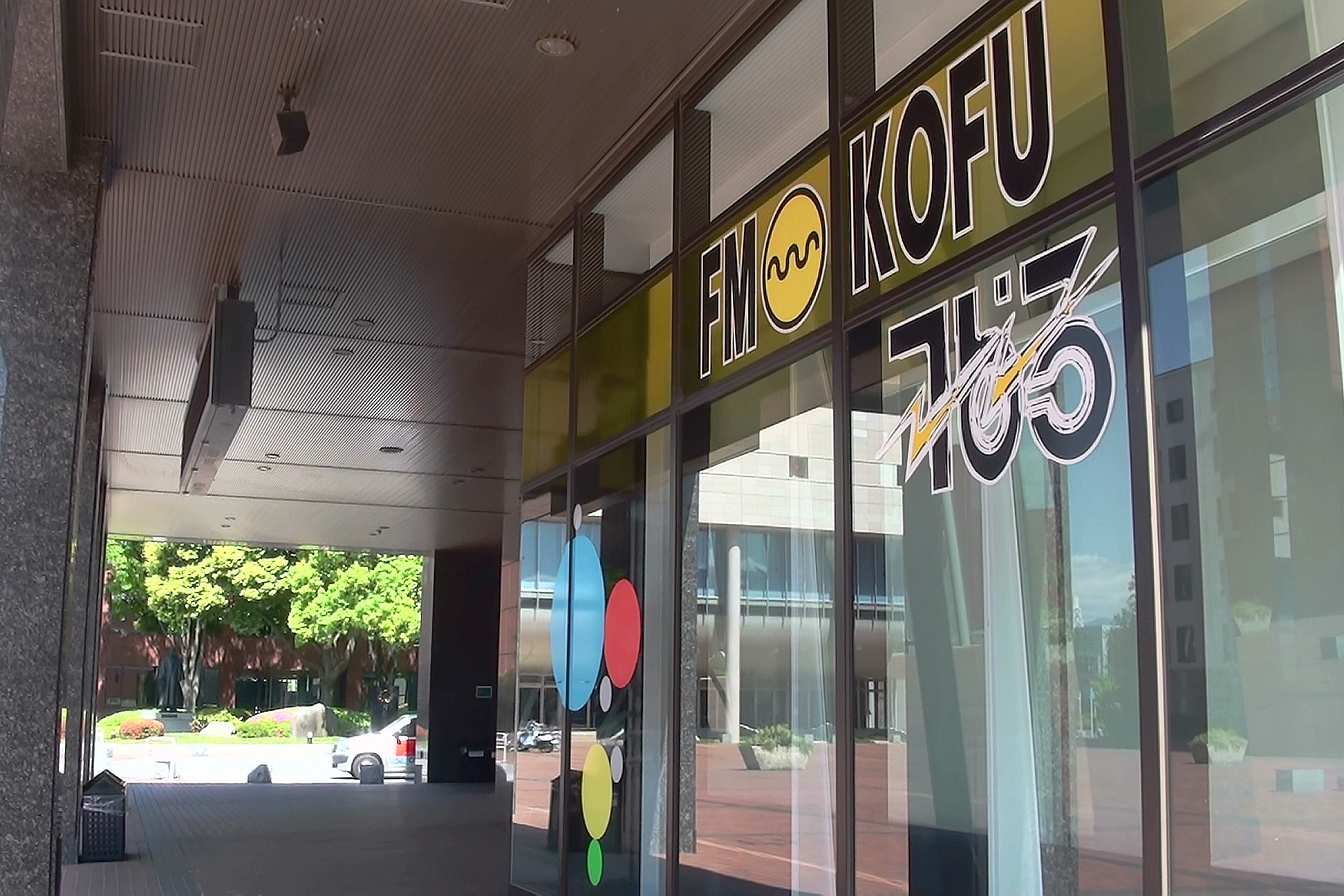
山梨学院大学キャンパス内にあるFM甲府スタジオ

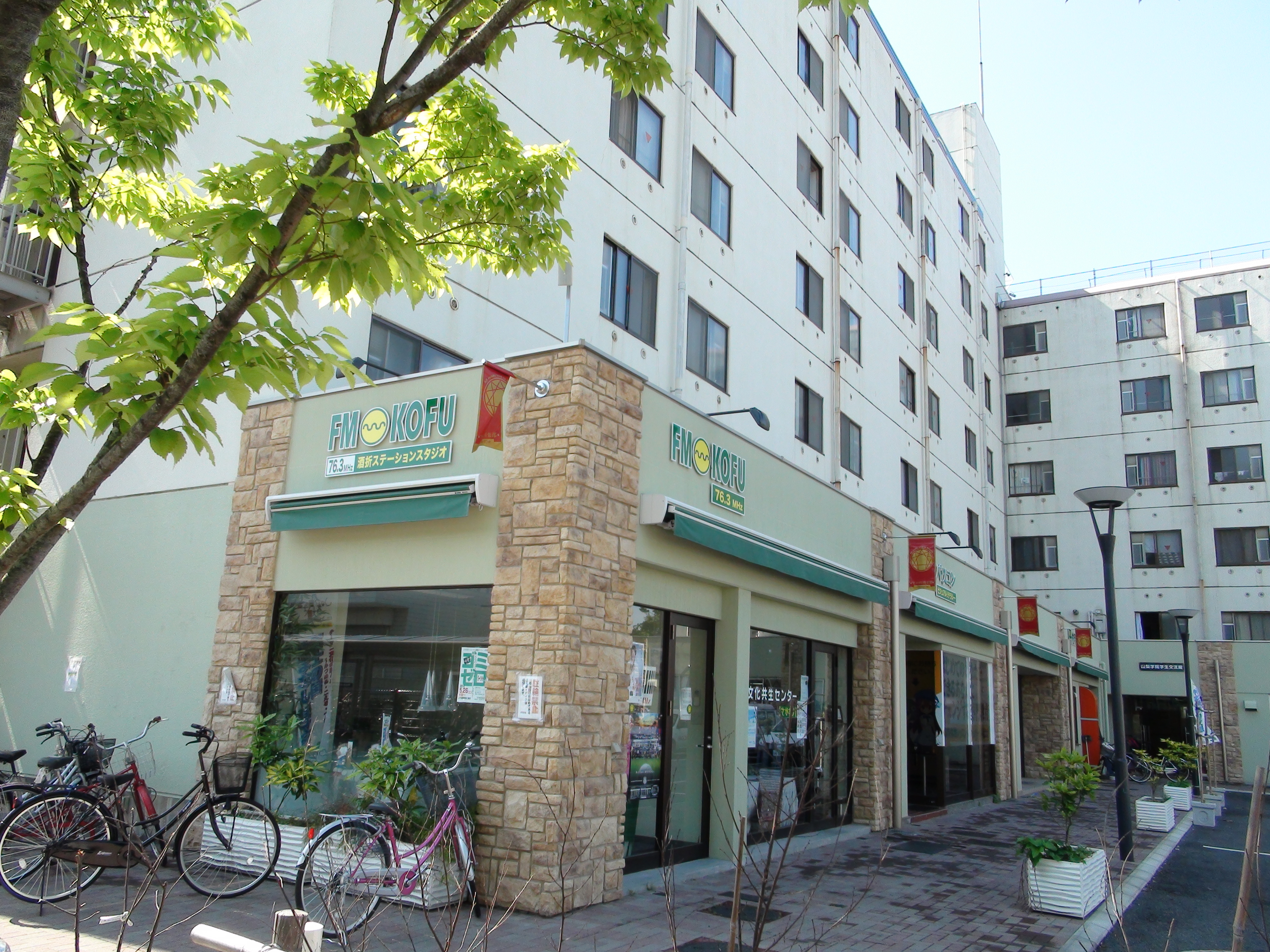
酒折駅南口にあるFM甲府酒折ステーションスタジオ

株式会社エフエム甲府（エフエムこうふ）は、山梨県甲府市の一部地域を放送対象地域として超短波放送（FM放送）をする特定地上基幹放送事業者である。
エフエム甲府そのままの愛称でコミュニティ放送を行っている。

## 概要
1997年（平成9年）開局。出資比率から学校法人山梨学院と醤油・調味料の製造会社テンヨ武田がマスメディア集中排除原則にいう支配関係にある。県域放送局の山梨放送、山梨日日新聞との結びつきが強く、登記上の本社は甲府市北口の山梨文化会館（山日YBSグループ本社）にある。但し、ライバル社であるテレビ山梨も出資している。
実質的な本社でもある演奏所（スタジオ）・送信所は甲府市酒折の山梨学院大学のキャンパス内にある。スタジオはクリスタルタワー（創立50周年記念館）1階に、送信所は屋上にあり、放送局（現・特定地上基幹放送局）の呼出符号はJOZZ3AO-FM、呼出名称はエフエムこうふ、周波数76.3MHz。当初の空中線電力は10Wで放送区域は甲府市の一部地域、2000年（平成12年）に20Wに増力した。
サテライトスタジオ「さかおりステーションスタジオ」が甲府市酒折、酒折駅南口の山梨学院学生交流館内（さかおりカフェ）にある。
日本ネットワークサービスが同周波数で再送信を行っている。インターネット配信はJCBAインターネットサイマルラジオとTuneIn Radioによる。
可聴範囲は甲府市を中心とした近隣の市町村で、放送エリア内世帯数は17万8千世帯、放送エリア内人口は48万5千人と称している。
日曜深夜を含め24時間放送を行っている。自社制作以外の時間はミュージックバードを放送。
山梨学院大学の学生・教職員がパーソナリティーを務める番組なども放送され、同大学の放送局という色合いもあり、毎年年末には、箱根駅伝に出場する同大学を応援する協賛CMが放送される。
甲府市とは災害時の放送に関する協定を締結し、毎年訓練番組を放送している。

## 沿革
- 1996年（平成8年）8月22日 - 株式会社エフエム甲府設立[4]。
- 1997年（平成9年）
  - 3月6日 - 放送局の免許取得[5]。
  - 3月20日 - 開局[5]。
- 2000年（平成12年）3月30日 - 空中線電力20Wへの増力許可[2]。
- 2004年（平成16年）8月25日 - 甲府市と「災害防災情報等の放送に関する協定」を締結[6]。
- 2010年（平成22年）11月 - さかおりステーションスタジオ開設[3]。
- 2012年（平成24年）7月1日 - JCBAインターネットサイマルラジオによるインターネット配信を開始。

## 主な自社制作番組

### 月曜 - 金曜
- KOFU WALKER（月 - 金　8:00 - 10:55）
- YGUカレッジスポーツ～スポーツカフェにようこそ～（火　9:30 - 10:00）
- Rec☆yのみんみんゼミ（金　9:30 - 10:00（［再］火　21:30 - 22:00））
- 週刊!お昼でごいす（月　12:00 - 15:00）
- ゲッ☆チュー（火　12:00 - 15:00）
- ケミかるベース（水　12:00 - 15:00）
- ごきげんな昼下がり（木　12:00 - 15:00）
- フリーダム!（金　12:00 - 15:00）
- WAVE～地域を元気に　Future Message～（火　21:00 - 21:30（［再］木　9:30 - 10:00）※第3週のみ）

### 土曜・日曜
- 劇団KISHI（土　12:00 - 15:00）
- たけいすぐるのくすぐるラジオ（土　21:30 - 22:00（［再］日　10:30 - 11:00）※第3週のみ）
- オグリンとサユリンの大人がたのしむ名曲たち（土　21:30 - 22:00（［再］日　10:30 - 11:00）※第4週のみ）
- 楽しい子育て（日　9:30 - 10:00）
- 幸せそうぞう☆大作戦!（日　15:00 - 15:30（［再］水　9:30 - 10:00）※第3週のみ）

### 不定期
- ヴァンフォーレ甲府入れ込み実況中継（一部試合を放送。アウェイゲームを中継の場合はインターネット配信されない。）

## 主なパーソナリティ
- 児玉久男（KOFU WALKER（月・火））
- 東館志穂（KOFU WALKER（水））
- 仲澤宏一（KOFU WALKER（木・金））
- 石部典子（週刊！お昼でごいす、ごきげんな昼下がり）
- 五緒川津平太（週刊!お昼でごいす）
- たけいすぐる（ゲッ☆チュー、たけいすぐるのくすぐるラジオ）
- 三浦佳身（ゲッ☆チュー）
- 神部冬馬（ケミかるベース、フリーダム!）
- 田畑瑠奈（ケミかるベース）
- 零（しずき）（フリーダム!）
- 岸則子（劇団KISHI）